# ISS-Expeditie 65
ISS-Expeditie 65 is de vijfenzestigste missie naar het Internationaal ruimtestation ISS. De missie begon 17 april 2021 met het vertrek van de Sojoez MS-17 van het ISS terug naar de Aarde en eindigde in oktober 2021 met de terugkeer van de Sojoez MS-18.
De bemanning van SpaceX Crew-1 is de eerste maand nog aanwezig. SpaceX Crew-2 zou hen daarop aflossen met een tijdelijke overlap. In die periode waren er elf mensen in het ruimtestation. Voor de aankomst van SpaceX Crew-2 werd een zevende slaapcabine in het ISS geïnstalleerd. Twee astronauten slapen in de periode tussen de aankomst van SpaceX Crew-2 tot het vertrek van SpaceX Crew-1 in de twee aangekoppelde Crew Dragons en twee moeten tijdelijk een slaapplaats improviseren.
In oktober 2021 arriveerde Sojoez MS-19 met een Kosmonaut een Russische actrice en een Russische filmregisseur. Zij zullen er een (deel van een) film opnemen en een aantal dagen later met Sojoez MS-18 terugkeren.

## Bemanning
| Positie            | (Eerste deel) 17 april – 24 april 2021   | (Tweede deel) 24 april – 2 mei 2021      | (Derde deel) 2 mei – 4 oktober 2021      | (Vierde deel) 4 oktober - 5 oktober 2021 | (Vijf deel) 5 oktober - 17 oktober 2021     |
| ------------------ | ---------------------------------------- | ---------------------------------------- | ---------------------------------------- | ---------------------------------------- | ------------------------------------------- |
| Commander          | Shannon Walker, NASA 2e ruimtevlucht     | Shannon Walker, NASA 2e ruimtevlucht     | Akihiko Hoshide, JAXA 3e ruimtevlucht    | Thomas Pesquet, ESA 2e ruimtevlucht      | Thomas Pesquet, ESA 2e ruimtevlucht         |
| Flight Engineer 1  | Michael Hopkins, NASA 2e ruimtevlucht    | Michael Hopkins, NASA 2e ruimtevlucht    | Shane Kimbrough, NASA 3e ruimtevlucht    | Shane Kimbrough, NASA 3e ruimtevlucht    | Shane Kimbrough, NASA 3e ruimtevlucht       |
| Flight Engineer 2  | Victor Glover, NASA 1e ruimtevlucht      | Victor Glover, NASA 1e ruimtevlucht      | Megan McArthur, NASA 2e ruimtevlucht     | Megan McArthur, NASA 2e ruimtevlucht     | Megan McArthur, NASA 2e ruimtevlucht        |
| Flight Engineer 3  | Soichi Noguchi, JAXA 3e ruimtevlucht     | Soichi Noguchi, JAXA 3e ruimtevlucht     | Thomas Pesquet, ESA 2e ruimtevlucht      | Akihiko Hoshide, JAXA 3e ruimtevlucht    | Akihiko Hoshide, JAXA 3e ruimtevlucht       |
| Flight Engineer 4  | Oleg Novitski, Roskosmos 3e ruimtevlucht | Oleg Novitski, Roskosmos 3e ruimtevlucht | Oleg Novitski, Roskosmos 3e ruimtevlucht | Oleg Novitski, Roskosmos 3e ruimtevlucht | Oleg Novitski, Roskosmos 3e ruimtevlucht    |
| Flight Engineer 5  | Pjotr Doebrov, Roskosmos 1e ruimtevlucht | Pjotr Doebrov, Roskosmos 1e ruimtevlucht | Pjotr Doebrov, Roskosmos 1e ruimtevlucht | Pjotr Doebrov, Roskosmos 1e ruimtevlucht | Pjotr Doebrov, Roskosmos 1e ruimtevlucht    |
| Flight Engineer 6  | Mark Vande Hei, NASA 2e ruimtevlucht     | Mark Vande Hei, NASA 2e ruimtevlucht     | Mark Vande Hei, NASA 2e ruimtevlucht     | Mark Vande Hei, NASA 2e ruimtevlucht     | Mark Vande Hei, NASA 2e ruimtevlucht        |
| Flight Engineer 7  |                                          | Shane Kimbrough, NASA 3e ruimtevlucht    |                                          |                                          | Anton Shkaplerov, Roskosmos 4e ruimtevlucht |
| Flight Engineer 8  |                                          | Megan McArthur, NASA 1e ruimtevlucht     |                                          |                                          |                                             |
| Flight Engineer 9  |                                          | Akihiko Hoshide, JAXA 3e ruimtevlucht    |                                          |                                          |                                             |
| Flight Engineer 10 |                                          | Thomas Pesquet, ESA 2e ruimtevlucht      |                                          |                                          |                                             |